# Osiedle Górki-Włochy
Osiedle Górki-Włochy – osiedle, z siedzibą organów w miejscowości Włochy, będące jednostką pomocniczą gminy Pińczów.
Zostało utworzone na mocy uchwały nr XXXIII/358/2021 Rady Miejskiej w Pińczowie. Uzyskało status obszaru ochrony uzdrowiskowej ("Obszar Ochrony Uzdrowiskowej Pińczów”), wraz częścią miasta Pińczów – Osiedlem Zdrojowym i sołectwami: Pasturka, Bogucice Drugie oraz Grochowiska, położonymi na obszarze gminy Pińczów, na mocy rozporządzenia Rady Ministrów z dnia 5 sierpnia 2024 r.